# Háromhuta
Háromhuta é um município da Hungria, situado no condado de Borsod-Abaúj-Zemplén. Tem 37,8 km² de área e sua população em 2015 foi estimada em 109 habitantes.